# Ahmad ibn Fadlan
Ahmad ibn Fadlān ibn al-Abbās ibn Rāšid ibn Hammād (arabisk أحمد بن فضلان بن العباس بن راشد بن حماد) var en arabisk forfatter og rejsende der levede i begyndelsen af 10. århundrede e.Kr. Han er især kendt for den rejseberetning, han nedskrev efter at have deltaget i en diplomatisk mission for kaliffen i Bagdad til volga-protobulgarernes konge.

## Ambassaden
Ibn Fadlan blev udsendt fra Bagdad i 921 som sekretær for kaliffen al-Muqtadirs ambassadør til iltäbär, Volga-protobulgarernes konge (en af Khazarer]nes vasaller).
Målet for missionen var at få protobulgarkongen til at anerkende kaliffens overhøjhed og derefter give kongen penge, der skulle finansiere byggeriet af et fort. Selv om ambassaden nåede frem til protobulgarerne, slog deres mission fejl, da det ikke var lykkedes dem at indsamle de nødvendige midler til byggeriet. Kongen nægtede at skifte fra malikitraditionen til Bagdads hanifitradition, da han ikke modtog de lovede penge.
Ambassademissionen havde forladt Bagdad den 21. juni 921 (11. Safar 309) og nåede protobulgarerne efter en lang og strabadserende rejse 12. maj 922 (12. Muharram 310), der er officiel helligdag i Tatarstan. Rejsen førte Ibn Fadlan og hans rejsefæller fra Bagdad til Bukhara og Khwarizm syd for Aralsøen. Selv om de var lovet fri gennemrejse af Oghuztyrkernes krigsherre (Kudarkin), blev de overfaldet af Oghuzbanditter. Det lykkedes dem at bestikke angriberne. De tilbragte vinteren i Jurjaniya, før de fortsatte mod nord over Uralfloden, hvorfra de nåede frem til protobulgarernes by ved de tre søer på Volgafloden nord for Samara.
Efter ankomsten foretog ibn Fadlan made en rejse til Wisu, hvor han gjorde en række iagttagelser over handelen mellem volga-protobulgarerne og lokale finske komistammer.

## Rus
En betydelig del af Ibn Fadlans beretning er helliget en beskrivelse af en gruppe rus (i teksten روس eller rūsiyyah.). De bliver i reglen identificeret som nordiske handelsrejsende. Legendarisk er hans beskrivelse af deres hygiejne:
"Hver dag vasker de ansigtet og hovedet i den mest beskidte og æklest tænkelige vand. Det går således til, at hver morgen kommer en kvindelig slave med et fad med vand. Hun giver det til sin herre, og han vasker sine hænder, ansigt og hår og væder en kam med det i vaskeskålen. Da snyder sig selv og spytter i vandet, ja der er ikke noget ækelt, som han ikke gør i det samme vand. Da han var færdig bærer slavekvinden fadet videre til den næste, og han gør det samme som din ven. Og således bærer hun det på fra den ene til den anden, indtil den har gået rundt til alle i huset. Og hver og en snyder sig selv og spytter i vaskeskålen og vasker dit ansigt og hår i det."
Rus var handelsfolk, der opstiller en midlertidig handelsplads ved flodbredden i nærheden af bulgarernes lejr. Deres kroppe beskrives som høje som palmetræer, deres hår som blond og huden som rødmosset. De var tatoverede fra fingerneglene til halsen med mørkeblå eller grønne mønstre, der lignede træer eller andre figurer. Alle mændene var bevæbnede med en økse eller en lang kniv.
Ibn Fadlan beskriver også en høvdingebegravelse. Det er en af de meget få øjenvidneberetninger vi kender til før-kristne nordiske ritualer. Det er foreslået, at begivenheden fandt sted i Balymer komplekset i det moderne Tatarstan.

## Manuskripter
Skildringen var længe kun kendt som et ufuldstændigt referat i Yāqūts geografiske værk under beskrivelsen af Volgafloden. I 1923 blev en mere komplet udgave imidlertid fundet af en tyrkisk antikvar i et museum i Mashhad i Iran. Selve manuskriptet (MS 5229) stammer fra 13. århundrede og består af 420 sider (210 folio). Det indeholder en række geografiske tekster, herunder et stort brudstykke af Fadlans beretning. Desuden findes nogle fragmenter, som ikke er medtaget I MS 5229, den persiske geograf Amin Razis værk Haft Iqlīm fra 16. århundrede.